# Walter Meier
Walter Meier (ur. 3 sierpnia 1927 w Rogätz, zm. 25 marca 2017 w Halle) – niemiecki lekkoatleta, wieloboista, medalista mistrzostw Europy z 1958, później pisarz. W czasie swojej kariery reprezentował Niemiecką Republikę Demokratyczną.

## Kariera lekkoatletyczna
Startując w wspólnej reprezentacji Niemiec zajął 6. miejsce w dziesięcioboju na igrzyskach olimpijskich w 1956 w Melbourne.
Zdobył brązowy medal w tej konkurencji na mistrzostwach Europy w 1958 w Sztokholmie, przegrywając jedynie z zawodnikami radzieckimi Wasilijem Kuzniecowem i Uno Palu. Zajął 16. miejsce na igrzyskach olimpijskich w 1960 w Rzymie.
Zwyciężył na Akademickich Mistrzostwach Świata (UIE) w 1954 w Budapeszcie i zajął 2. miejsce w tej konkurencji na mistrzostwach rozgrywanych w 1953 w Bukareszcie, w 1955 w Warszawie i w 1957 w Moskwie.
Był mistrzem NRD w dziesięcioboju w 1952 i 1958 oraz wicemistrzem w 1953. W skoku wzwyż był mistrzem w latach 1950–1952 i 1954 oraz wicemistrzem w 1953.
Wielokrotnie poprawiał rekord NRD w dziesięcioboju do wyniku 7481 punktów (według ówczesnej punktacji) uzyskanego14 września 1958 w Lipsku.

## Pisarstwo
W 1964 opublikował swoje wspomnienia Als Sportler um die Welt. Jako emeryt zajął się pisarstwem i wydał kilka książek.
Wydane książki:
- Als Sportler um die Welt. Sportverlag, Berlin 1964.
- Interview mit mir selbst. Projekte, Halle 2007, ISBN 978-3-86634-276-7.
- Gereimtes über Ungereimtes. viademica, Berlin 2009, ISBN 978-3-937494-46-3.
- Wie ich geheiratet wurde. Und andere Kuriositäten. viademica, Berlin 2010, ISBN 978-3-939290-04-9.